# Вольная борьба на летних Олимпийских играх 1932 — до 61 кг
Соревнования по вольной борьбе в рамках Олимпийских игр 1932 года в полулёгком весе (до 61 килограмма) прошли в Лос-Анджелесе с 1 по 3 августа 1932 года в Grand Olympic Auditorium.
Турнир проводился по системе с начислением штрафных баллов. За чистую победу штрафные баллы не начислялись, за победу по очкам борец получал один штрафной балл, за поражение — три штрафных балла. Борец, набравший пять штрафных баллов, из турнира выбывал. Тот круг, в котором число оставшихся борцов становилось меньше или равно количеству призовых мест, объявлялся финальным, и борцы, вышедшие в финал, проводили встречи между собой. В случае, если они уже встречались в предварительных встречах, такие результаты зачитывались. Схватка по регламенту турнира продолжалась 15 минут.
В полулёгком весе боролись 10 участников. Явным фаворитом был чемпион Европы 1931 года Херманни Пихлаямяки, двоюродный брат одного из лучших финских борцов Кустаа Пихлаямяки. Он оправдал надежды, легко выйдя в финал, где встретился со шведом Эйнаром Карлссоном. Карлссон проиграл в финальной встрече, и, набрав 6 штрафных баллов, опустился на третье место, пропустив на второе Эда Немира с 4 баллами, у которого в активе до Олимпийских игр было всего лишь два титула победителя Юга Тихоокеанского побережья США.

## Призовые места
- Херманни Пихлаямяки
- Эдгар Немир
- Эйнар Карлссон

## Первый круг
| Штрафных баллов | Участник 1          | Результат   | Участник 2      | Штрафных баллов |
| --------------- | ------------------- | ----------- | --------------- | --------------- |
| 0               | Херманни Пихлаямяки | Туше (1:54) | Херб Роуланд    | 3               |
| 1               | Эдгар Немир         | По очкам    | Кристиан Шак    | 3               |
| 1               | Янис Фармакидис     | По очкам    | Итиро Хатта     | 3               |
| 0               | Жан Шассон          | Туше (4:38) | Фидель Арельяно | 3               |
| 1               | Эйнар Карлссон      | По очкам    | Джозеф Тейлор   | 3               |

## Второй круг
| Штрафных баллов | Участник 1          | Результат   | Участник 2      | Штрафных баллов |
| --------------- | ------------------- | ----------- | --------------- | --------------- |
| 1               | Эдгар Немир         | Туше (8:39) | Херб Роуланд    | 6               |
| 0               | Херманни Пихлаямяки | Туше (3:20) | Кристиан Шак    | 6               |
| 1               | Янис Фармакидис     | Туше (8:24) | Жан Шассон      | 3               |
| 2               | Эйнар Карлссон      | По очкам    | Итиро Хатта     | 6               |
| 3               | Джозеф Тейлор       | Туше (5:45) | Фидель Арельяно | 6               |

## Третий круг
| Штрафных баллов | Участник 1          | Результат | Участник 2      | Штрафных баллов |
| --------------- | ------------------- | --------- | --------------- | --------------- |
| 1               | Херманни Пихлаямяки | По очкам  | Эдгар Немир     | 4               |
| 3               | Эйнар Карлссон      | По очкам  | Янис Фармакидис | 4               |
| 3               | Джозеф Тейлор       | Неявка    | Жан Шассон      | 6               |

## Четвёртый круг
| Штрафных баллов | Участник 1          | Результат | Участник 2      | Штрафных баллов |
| --------------- | ------------------- | --------- | --------------- | --------------- |
| 2               | Херманни Пихлаямяки | По очкам  | Янис Фармакидис | 7               |
| 3               | Эдгар Немир         | По очкам  | Джозеф Тейлор   | 7               |
| 3               | Эйнар Карлссон      | Пропускал |                 |                 |

## Финал
| Штрафных баллов | Участник 1          | Результат   | Участник 2     | Штрафных баллов |
| --------------- | ------------------- | ----------- | -------------- | --------------- |
| 2               | Херманни Пихлаямяки | Туше (8:44) | Эйнар Карлссон | 6               |